# كتاب مورمون

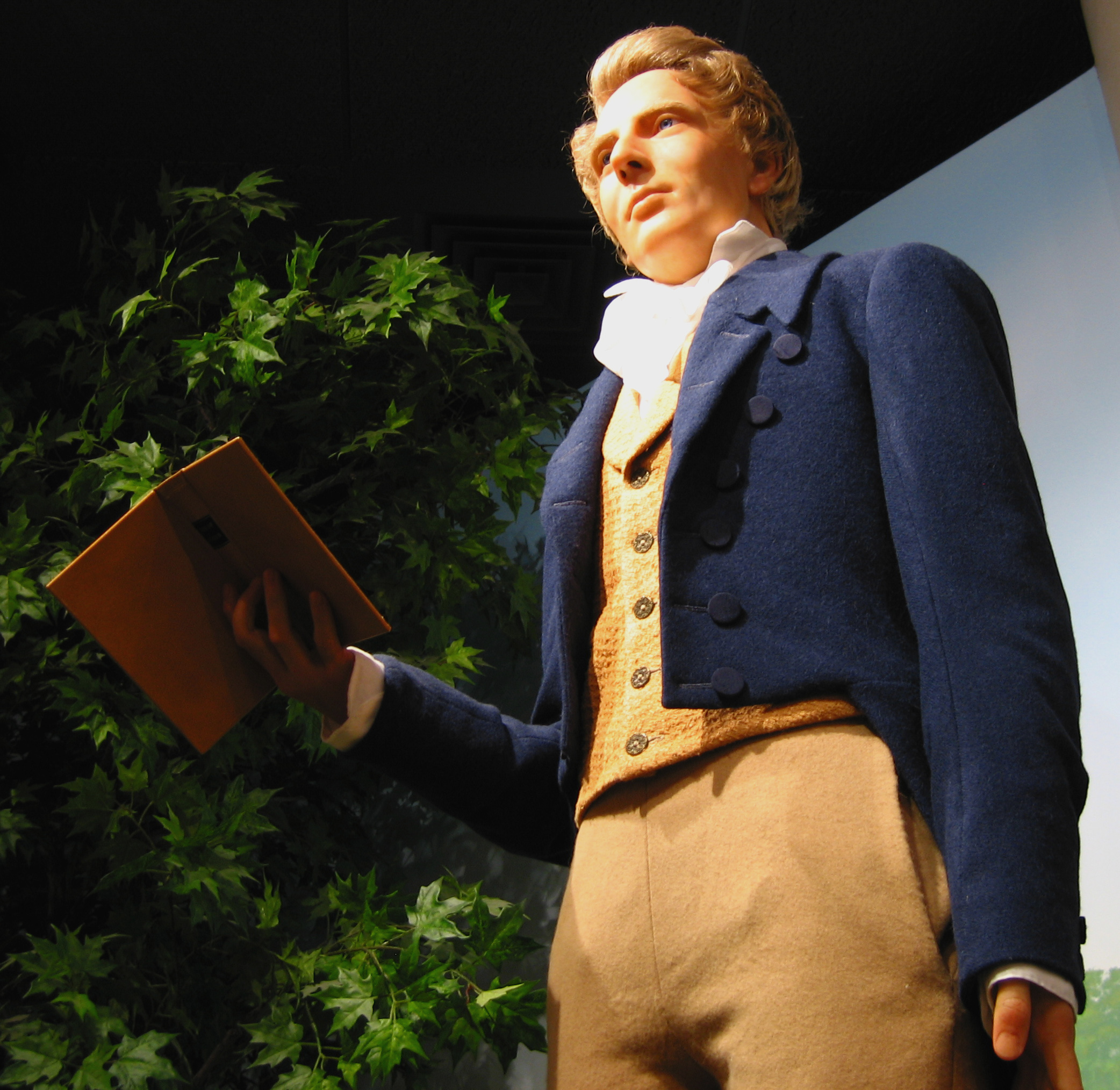
تمثال يمثل جوزيف سميث حاملاً نسخة من كتاب مورمون

كتاب مورمون هو كتاب مقدس لكنيسة يسوع المسيح لقديسي الأيام الأخيرة. يعتمد الكتاب على الرؤيا الملائكية التي نزلت على نبي المورمون جوزيف سميث وقد قام بنشره في عام 1830 تحت عنوان «كتاب مورمون: كتب بيد مورمون على ألواح مأخوذة من ألواح نيفي». ووفقاً لكلام سميث (الذي أورده في الكتاب نفسه) فقد كتب النص الأصلي للكتاب على ألواح ذهبية بحروف مجهولة أطلق عليها سميث اسم «الحروف المصرية المعدلة»، ويدعي سميث أنه تلقى تلك الألواح سنة 1827 من ملَك يدعى موروني يقول سميث إنه كان أحد الأمريكيين الأصليين وأنه وضع ذلك الكتاب منذ ما يزيد عن ألف عام، وأنه نهض من موته ليسلمه تلك الألواح، ووفقاً لرواية سميث فقد دفن موروني هذا ألواحه في تل قريب من منزل سميث في مدينة مانشستر بولاية نيويورك.
ويعد هذا الكتاب هو أقدم المنشورات الخاصة بمعتقد كنيسة يسوع المسيح لقديسي الأيام الأخيرة، وتنظر كنائس ذلك المعتقد إلى هذا الكتاب ليس فقط ككتاب مقدس، بل أيضاً كتسجيل تاريخي لتعامل الرب مع السكان القدامى للأمريكتين دونه أنبياء أمريكيون وجدوا في المنطقة في الفترة من سنة 2500 ق. م. تقريباً، إلى سنة 400 ميلادية.
وينقسم كتاب المورمون إلى كتب أصغر، كل منها يسمى باسم مؤلفه المفترض، وهو مقسم ـ في معظم النسخ ـ إلى إصحاحات وآيات ومكتوب بلغة إنجليزية شديدة الشبه باللغة التي كتبت بها نسخة الملك جيمس من الكتاب المقدس، وقد ترجم فيما بعد ـ جزئياً أو كلياً ـ إلى 108 لغات. وينفرد كتاب المورمون بنظرة مغايرة إلى بعض الأمور، ومنها خطيئة آدم وحواء، وغفران الخطيئة وعلم الأخرويات والخلاص من الموت الجسدي والروحي وتنظيم كنيسة الأيام الأخيرة.

## الأصول

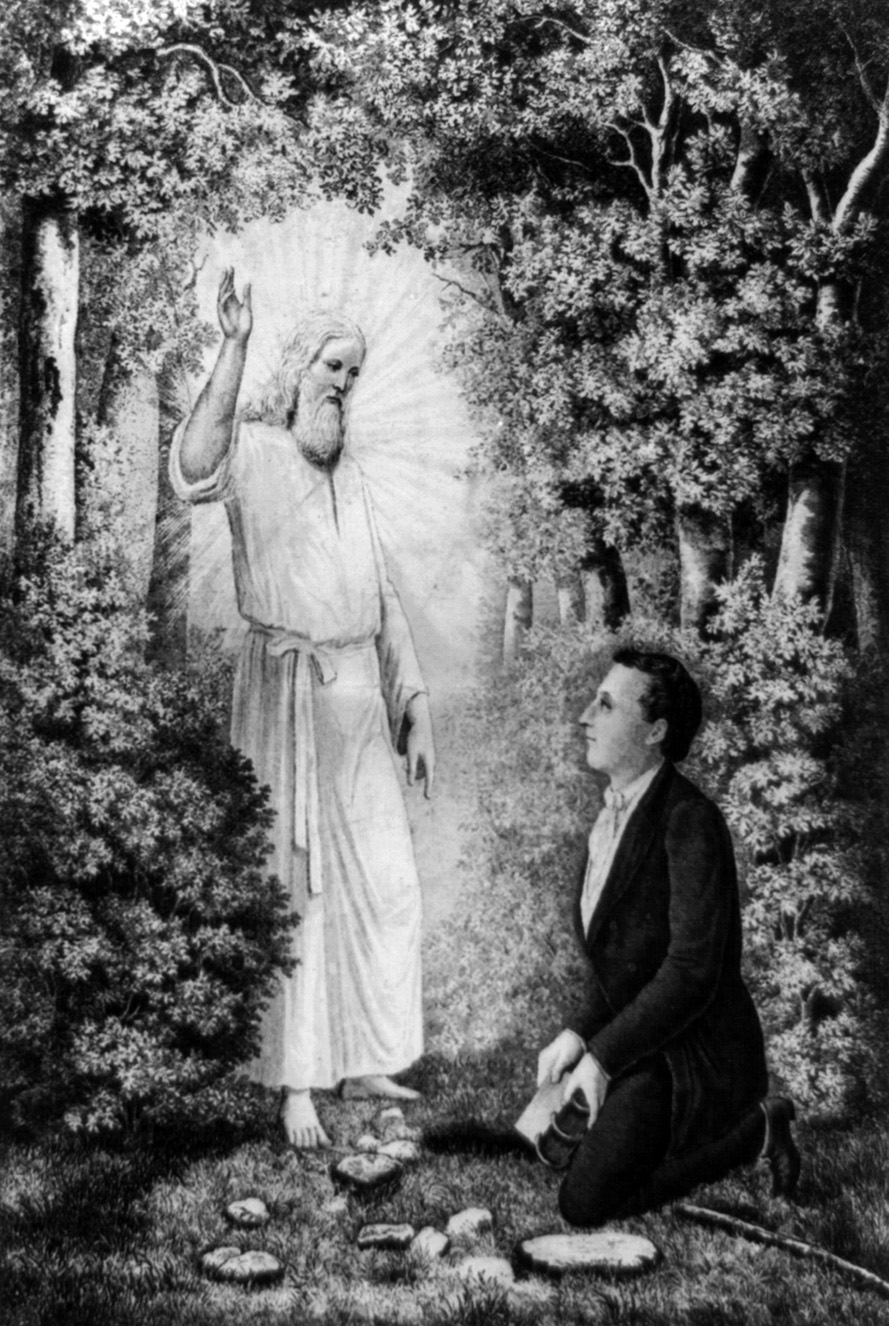
موروني يسلم جوزيف سميث الألواح الذهبية

زعم جوزيف سميث أن ملاكاً من ملائكة الرب (يدعى موروني) تجلى له وهو في السابعة عشرة من عمره وأخبره أن هناك كتابات قديمة نقشها أنبياء قدامى على ألواح (صفائح) ذهبية، مدفونة في تل قريب في مقاطعة وين بولاية نيويورك. وتصف الكتابات أناساً أرسلهم الرب من أورشليم إلى نصف الكرة الأرضية الغربي قبل ميلاد المسيح بستمائة عام. ووفقاً لرواية سميث فقد كان موروني هذا هو آخر هؤلاء الأنبياء، وقد دفن الألواح بعد أن وعده الرب بأنه سيظهرها مرة أخرى في زمان لاحق. وقد زعم سميث أن موروني دعاه للقاء عند التل في 22 سبتمبر من كل عام ليعطيه المزيد من التعليمات، وأنه سمح له في سنة 1827 ـ أي بعد 4 سنوات من لقائهما الأول ـ بأخذ الألواح وأمره بترجمتها إلى الإنجليزية.

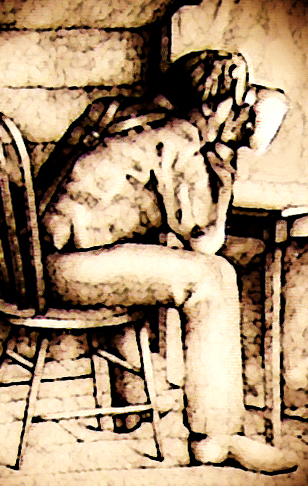
جوزيف سميث يترجم الألواح الذهبية

وإلى جانب رواية سميث، فقد وقع أحد عشر شخصاً آخر إقرارات بأنهم رأوا ولمسوا تلك الألواح الذهبية بأنفسهم، وتعرف هذه الإقرارات المكتوبة بإقرار الشهود الثلاثة وإقرار الشهود الثمانية، وقد طبعت هذه الإقرارات في مقدمة كتاب المورمون، وقد سجل سميث مساهمة أحد جيرانه ـ ويدعى مارتن هاريس، وهو في الوقت ذاته أحد «الشهود الثلاثة» ـ في تدوين النسخ الأولى لترجمة الكتاب إلى الإنجليزية. وفي سنة 1828 طلب هاريس من سميث (بإلحاح، وبإيعاز من زوجته لوسي هاريس) إعارته الصفحات التي تمت ترجمتها من الكتاب، غير أن سميث رفض بشدة ذلك الطلب فقامت لوسي هاريس (حسبما أشيع) بسرقة الصفحات الـ 116 الأولى من الكتاب. وبعد اختفاء هذه الصفحات، زعم سميث أنه قد فقد القدرة على الترجمة، وأن موروني استرجع منه الألواح ورفض أن يعيدها إلا إذا أعلن سميث التوبة. وفي وقت لاحق أعلن سميث أن الرب سمح له باستكمال الترجمة ولكنه أمره بالشروع في ترجمة جزء آخر من الألواح غير الجزء الذي سرقت ترجمته، فبدأ سميث في استكمال الترجمة سنة 1829 بمساعدة أوليفر كاودري، فأنهاها في زمن قياسي للغاية (من أبريل إلى يونيو 1829). وقد قال سميث إنه أعاد الألواح إلى موروني عقب نشره للكتاب

### الطعن في صحة الكتاب
يؤكد نقاد كتاب المورمون أن سميث قد اختلق الكتاب و/أو أن بعض أجزائه منحولة من كتابات متنوعة كانت متاحة لسميث، منها إنجيل الملك جيمس، وكتاب «عجائب الطبيعة» (بالإنجليزية: The Wonders of Nature)‏ المنشور سنة 1826، و«وجهة نظر عن العبرانيين» (بالإنجليزية: View of the Hebrews)‏ لإيثان سميث، المنشور سنة 1823، ومخطوطات غير منشورة لسولومون سبالدينغ.
وقد أدت تلك الشكوك شبه المؤكدة في صحة نسبة الكتاب التاريخية إلى أن يتبنى بعض معتنقي مذهب كنيسة الأيام الأخيرة أنفسهم فكرة كون الكتاب من تأليف سميث، ولكنهم مع ذلك اعتبروا أن مصدر هذا التأليف هو إلهام إلهي. أما الموقف الرسمي لكنيسة الأيام الأخيرة تجاه الكتاب فهو اعتباره سجلاً تاريخياً حرفياً.

## محتويات الكتاب

### صفحة العنوان

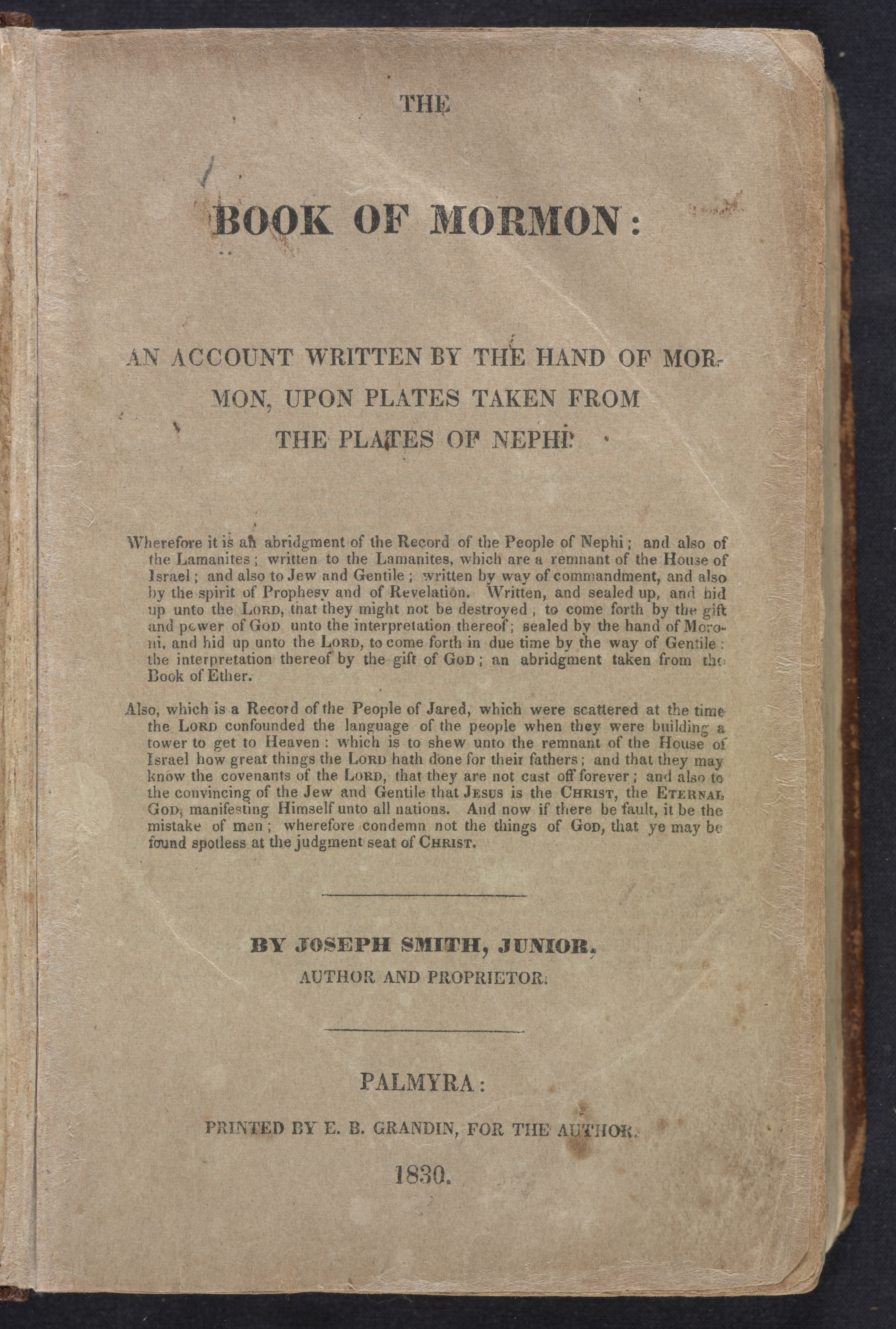
صفحة عثوان كتاب مورمون، طبعة 1830

تحدد صفحة العنوان أن الهدف من كتاب مورمون هو «ليري من تبقى من أبناء إسرائيل الأشياء العظيمة التي صنعها الرب لآبائهم... وأيضاً لإقناع اليهود والأغيار أن يسوع هو المسيح، الإله الباقي، الذي يظهر ذاته لجميع الأمم».

### الترتيب
يعد كتاب مورمون تجميعاً لعدة كتب (أو أسفار) أصغر، ينسب كل منها إلى الراوي أو الزعيم الأبرز الذي يرد اسمه فيها، ويبدأ بكتاب نافي الأول وينتهي بكتاب موروني.
والترتيب المتبع في الكتاب هو ترتيب زمني بصفة عامة، وفقاً للمحتوى السردي للكتاب، مع بعض الاستثناءات، ومنها «كلمات مورمون» و«كتاب أثير»؛ فكلمات مورمون هي تعليقات تحريرية على لسان مورمون، أما «كتاب أثير» فهو سرد لتاريخ المجموعات البشرية الأولى التي استوطنت أمريكا قبل الهجرة التي ذكرت في «كتاب نافي الأول». وقد كتب القسم الأول من الكتاب (من «كتاب نافي الأول» إلى «كتاب أومني») بأسلوب المتكلم، وكذلك «كتاب مورمون» و«كتاب موروني»، أما بقية كتاب المورمون فقد كتب بطريقة السرد التاريخي باستخدام بصيغة الغائب، باعتبار أن موروني قد ألفه ولخصه.
تقسم معظم الطبعات الحديثة من الكتاب إلى إصحاحات وآيات، كما تحتوي معظم طبعات الكتاب على مواد إضافية، من بينها شهادة الشهود الثلاثة وشهادة الشهود الثمانية، وهي إقرارات وقعها بعض الأشخاص بأنهم عاينوا بالفعل الألواح الذهبية مع جوزيف سميث، وأنهم يشهدون بوجودها فعلياً.

### الترتيب الزمني
وفقاً لسميث فإن الكتب من «نافي 1» إلى «أومني» مأخوذة من «ألواح نافي الصغرى»، وتبدأ أحداثها في مدينة أورشليم القديمة حوالي سنة 600 ق. م. وتحكي عن رجل يسمى «لحي» وعن أسرته وعن قوم عدة أرسلهم الرب من أورشليم قبيل سقوط أورشليم في أيدي البابليين سنة 586 ق. م. ويصف الكتاب رحلتهم عبر شبه جزيرة العرب ثم إلى الأرض الموعودة (الأمريكتان) على متن سفينة. وتحكي هذه الكتب عن سيرة هؤلاء بين عامي 600 ق. م. و130 ق. م. وهي الفترة التي نما خلالها مجتمعهم وانقسم إلى مجموعتين رئيستين هما النافيون (بالإنجليزية: Nephites)‏ واللامانيون (بالإنجليزية: Lamanites)‏ نشبت بينهم حروب عدة.
ثم يبدأ كتاب «كلمات مورمون»، وهو كتاب صغير يقال إنه كتب سنة 385 ميلادية بيد مورمون ويعد مقدمة قصيرة لكتب «موسياه» و«ألما» و«هيلامان» و«نافي 3» و«نافي 4»، التي توصف بأنها مختصر لسجلات ضخمة تسمى «ألواح نافي الكبرى»، والتي تقص بالتفصيل تاريخ ذلك الشعب من عهد أومني إلى فترة حياة مورمون نفسه. ويحظى كتاب نافي الثالث بأهمية خاصة من بين أسفار كتاب مورمون نظراً لأنه يذكر بين طياته أن المسيح نزل من السماء وزار الأمريكتين بعد قيامته وصعوده، ويقول الكتاب إن المسيح ـ أثناء هذه الزيارة ـ ردد الكثير من تعاليمه الواردة في الأناجيل وأسس مجتمعاً مستنيراً وسلمياً دام لعدة أجيال، غير أن ذلك المجتمع عاد بعد ذلك إلى التناحر.
أما سفر مورمون (وهو أحد أسفار كتاب مورمون) فيحكي عن الأحداث التي وقعت خلال حياة مورمون، الذي يقال إنه تولى مسئولية السجلات التي تم إخفاؤها، ويضم الكتاب سرداً للحروب ـ التي كان مورمون خلالها قائداً لبعض أقسام الجيش النافي ـ واستخراج مورمون للسجلات وعنايته بها. وينتهي الأمر بمقتل مورمون في ساحة المعركة بعد أن قام بتسليم السجلات لابنه موروني.
ووفقاً للنص، فقد قام موروني باختصار تاريخ شعب قديم يسمى الجاريديين (بالإنجليزية: Jaredites)‏ فيما سمي بكتاب أثير. ويصف هذا الكتاب تاريخ مجموعة من الأسرات التي هاجرت من برج بابل إلى الأمريكيتين تحت قيادة رجل يسمى جاريد وأخيه. ويقال إن هذه الحضارة الجاريدية وجدت في القارة الأمريكية ابتداء من سنة 2500 ق. م.، قبل نزول أسرة ليحي (600 ق. م.) بكثير.
ويصف كتاب موروني القضاء على النافيين ووثنية المجتمع الذي وجد بعدهم، ذاكراً بعض اللمحات الروحية وبعض التعاليم العقائدية، ثم ينتهي بشهادة موروني ودعوة إلى الصلاة للرب لتأكيد صحة تلك الروايات.

### التعاليم العقائدية والفلسفية
يتضمن كتاب مورمون مجموعة من التعاليم العقائدية والفلسفية المتعلقة بعدد كبير من الأمور التي تتراوح بين أساسيات المسيحية واليهودية والتعاليم السياسية والأيديولوجية.

#### يسوع
تحدد صفحة الغلاف أن الهدف من كتاب مورمون هو «إقناع اليهود والأغيار أن يسوع هو المسيح، الإله الباقي، الذي يظهر ذاته لجميع الأمم».
ويتحدث الكتاب عن يسوع ـ قبل ميلاده ـ بوصفه روحاً «بلا لحم ولا دم»، إلا أنه كان له «جسم» روحاني مشابه لما بدا عليه يسوع خلال حياته الجسدية. ويوصف يسوع في الكتاب بأنه «الأب والابن». ويوصف بأنه:
«الرب بذاته، (الذي) سينزل إلى أبناء البشر، وسوف يخلص شعبه... وهو الأب والابن: الأب لأنه حُمِل به بقوة الرب، والابن من طريق الجسد، وبالتالي فهو الأب والابن، وهما إله واحد، نعم، إله السماء والأرض السرمدي». وفي أجزاء أخرى من الكتاب يوصف الأب والابن والروح القدس بأنهم «واحد».

### تعاليم دينية أخرى
تتشابه تناول كتاب مورمون للأمور الدينية إلى حد كبير مع تناول الكتاب المقدس ومع تناول الطوائف المسيحية الأخرى. ومن بين النقاط اللاهوتية التي اختلف فيها كتاب مورمون مع الكتاب المقدس:
- في العهد القديم يتحدث أشعياء النبي عن أنبياء «ينخفض قولهم من التراب»[51]، ويفسر كتاب مورمون ذلك بأن أشعياء كان يقصد بذلك كتاب مورمون نفسه.[52]
- يصف كتاب مورمون سقوط الإنسان في الخطيئة بأنه كان ضرورياً لتناسل بني البشر: «سقط آدم (في الخطيئة) كي يهيئ للبشر أن يسعدوا».[53]

## وصلات خارجية
- كتاب مورمون على موقع كنيسة يسوع المسيح لقديسي الأيام الأخيرة
- كتاب مورمون على موقع الموسوعة البريطانية (الإنجليزية)